# Thermohydraulique
 (avril 2012).
Si vous disposez d'ouvrages ou d'articles de référence ou si vous connaissez des sites web de qualité traitant du thème abordé ici, merci de compléter l'article en donnant les références utiles à sa vérifiabilité et en les liant à la section « Notes et références ».
La thermohydraulique une branche de la mécanique des fluides concernant les écoulements hydrauliques faisant intervenir des transferts thermiques. Elle porte ainsi sur les mouvements de fluides (liquides ou gaz) en prenant en compte les effets d'une température inhomogène en leur sein.

## Exemples pédagogiques pratiques

### Cas d'un liquide: chauffer une casserole d'eau
Lorsque l'on fait bouillir de l'eau dans une casserole, et que la température est suffisamment élevée, on observe des mouvements périodiques. Il suffit d'introduire un traceur, tel que des grains très fins de poivre moulu. Leur mouvement décrit un chemin circulaire. Le plus représentatif est la montée des grains de poivre au centre de la casserole : ceux-ci allant du bas vers le haut grâce au mouvement de l'eau sous les effets de la chaleur. Nous sommes en présence d'un mouvement de thermohydraulique, ici dans le cas d'un liquide (l'eau).

### Cas d'un gaz: observation d'un radiateur en chauffe
Considérons une chambre dans laquelle un radiateur chauffe. Le radiateur transmet à l'air de la pièce une source de chaleur. Pour observer les mouvements d'air, il suffit d'introduire un traceur, tel que des grains de poussière. Ceux-ci vont suivre le mouvement de l'air s'échauffant et monter vers le plafond de la pièce. Nous sommes en présence d'un mouvement de thermohydraulique, ici dans le cas d'un gaz (l'air).
Voir aussi le phénomène de convection naturelle.

### Cas gaz et de particules fines: la fumée
Un corps en combustion dégage de la chaleur et se consume en émettant de fines particules ; si celles-ci sont assez légères, elles s'envolent et suivent le mouvement de l'air.
Nous sommes en présence d'un mouvement de thermohydraulique, combiné avec d'autres phénomènes physiques complexes : la combustion, le couplage fluide-structure (particules en suspension dans l'air) et ses transferts de chaleur (entre les particules et l'air).

### Cas général: les jets et les panaches
De manière plus générale, pour un mouvement de fluide (liquide ou gaz) dans un autre (par exemple un jet d'eau dans l'air), on parle :
- d'un jet : lorsque le fluide "éjecté" a une forte inertie (typiquement la fontaine d'eau),
- d'un panache : lorsque le fluide "éjecté" a une faible inertie (typiquement de la vapeur d'eau se dispersant), et suit les effets de la température du système.

Ainsi, les panaches de gaz sont des illustrations des effets de thermohydraulique.

## Domaines d'application industrielle

### Centrales nucléaires
La chaîne d'extraction de la chaleur dans les centrales nucléaires exploite les principes de la thermohydraulique.

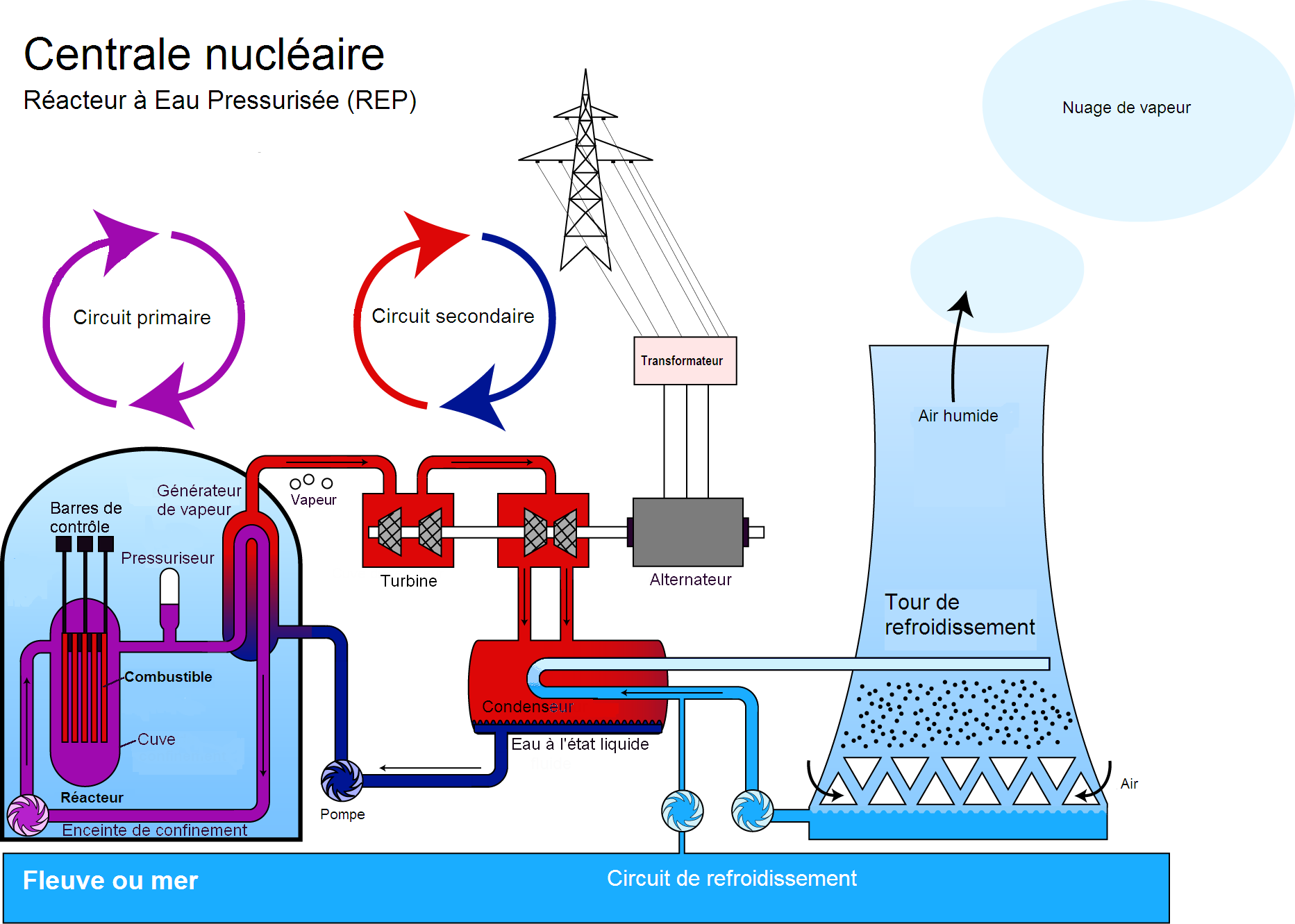
Principe de fonctionnement d'un réacteur à eau pressurisée

 De manière simplifiée, les gaines de combustible nucléaire atteignent une température élevée et la chaleur dégagée est transmise à une masse d'eau (contenue dans le circuit primaire) mise en mouvement par des pompes. Des études approfondies des mouvements de ce fluide sont indispensables pour prévenir les risques d'accident. Ceux-ci peuvent notamment provenir de la fatigue thermique des tuyaux où se mélangent des eaux chaude et froide, ou du relâchement d'eau dans une éventuelle brèche.

### Fours d'aciérie
Dans les fonderies, comme les fours des aciéries, les bains chauds donnent une texture plastique aux métaux qui se comportent alors comme des fluides. Des phénomènes de convection dus aux températures ont lieu dans ces bains de métaux.

### Météorologie
À l'échelle de la planète ou d'un continent, les mouvements des masses d'air et masses nuageuses sont des illustrations de la thermohydraulique. À ce sujet, les modèles de simulation utilisés pour effectuer des prévisions météorologiques prennent en compte les transferts thermiques et les transferts de masse.

## Modélisation en thermohydraulique

### Principe
La thermohydraulique couple les actions de la température et des flux de matières. La modélisation de tels écoulements se base donc généralement sur la résolution des trois équations de conservation suivantes :
- le bilan de conservation de la masse,
- le bilan de conservation de la quantité de mouvement,
- le bilan de conservation de l'énergie.

### Modèles
Voir l'approximation de Boussinesq des équations de Navier-Stokes, de l'hydraulicien et mathématicien français Joseph Boussinesq qui indiquait : « Il faut savoir que dans la plupart des mouvements provoqués par la chaleur sur nos fluides pesants, les volumes ou les densités se conservent à très peu près, quoique la variation correspondante du poids de l'unité de volume soit justement la cause des phénomènes qu'il s'agit d'analyser. De là résulte la possibilité de négliger les variations de la densité, là où elles ne sont pas multipliées par la gravité g, tout en conservant, dans les calculs, leur produit par celle-ci. »